# リンドリー・ミラー・ガリソン

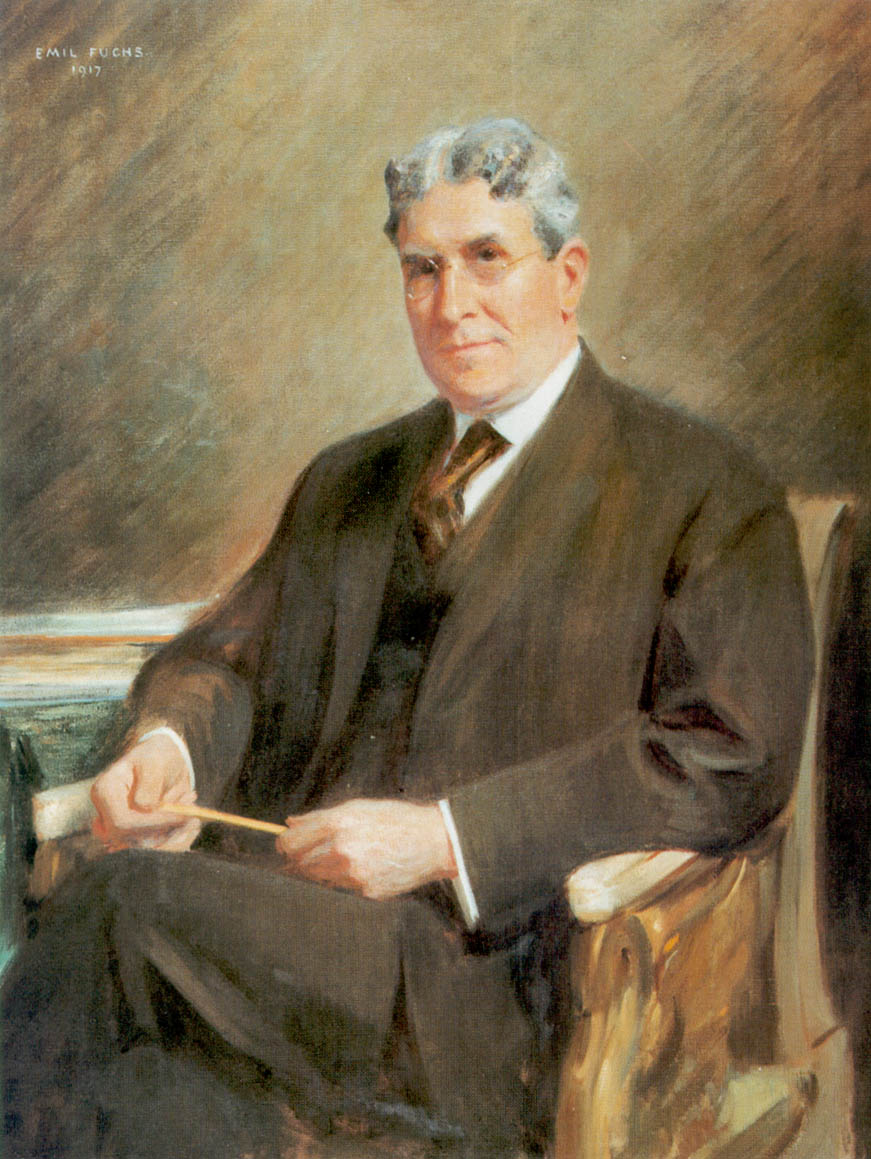
リンドリー・ミラー・ガリソン

リンドリー・ミラー・ガリソン（Lindley Miller Garrison, 1864年11月28日 - 1932年10月19日）は、アメリカ合衆国の法律家、政治家。1913年から1916年までウッドロウ・ウィルソン大統領の下で陸軍長官を務めた。

## 生い立ちと初期の経歴
1864年11月28日、ガリソンはニュージャージー州カムデンにおいて誕生した。ガリソンは地元の公立学校で教育を受け、その後ペンシルベニア州フィラデルフィアのプロテスタント聖公会アカデミーで学んだ。ガリソンは続いてニューハンプシャー州エクセターのフィリップス・エクセター・アカデミーで1年を過ごした後、1884年から1885年までハーバード大学で聴講生として学んだ。

## 法律家として

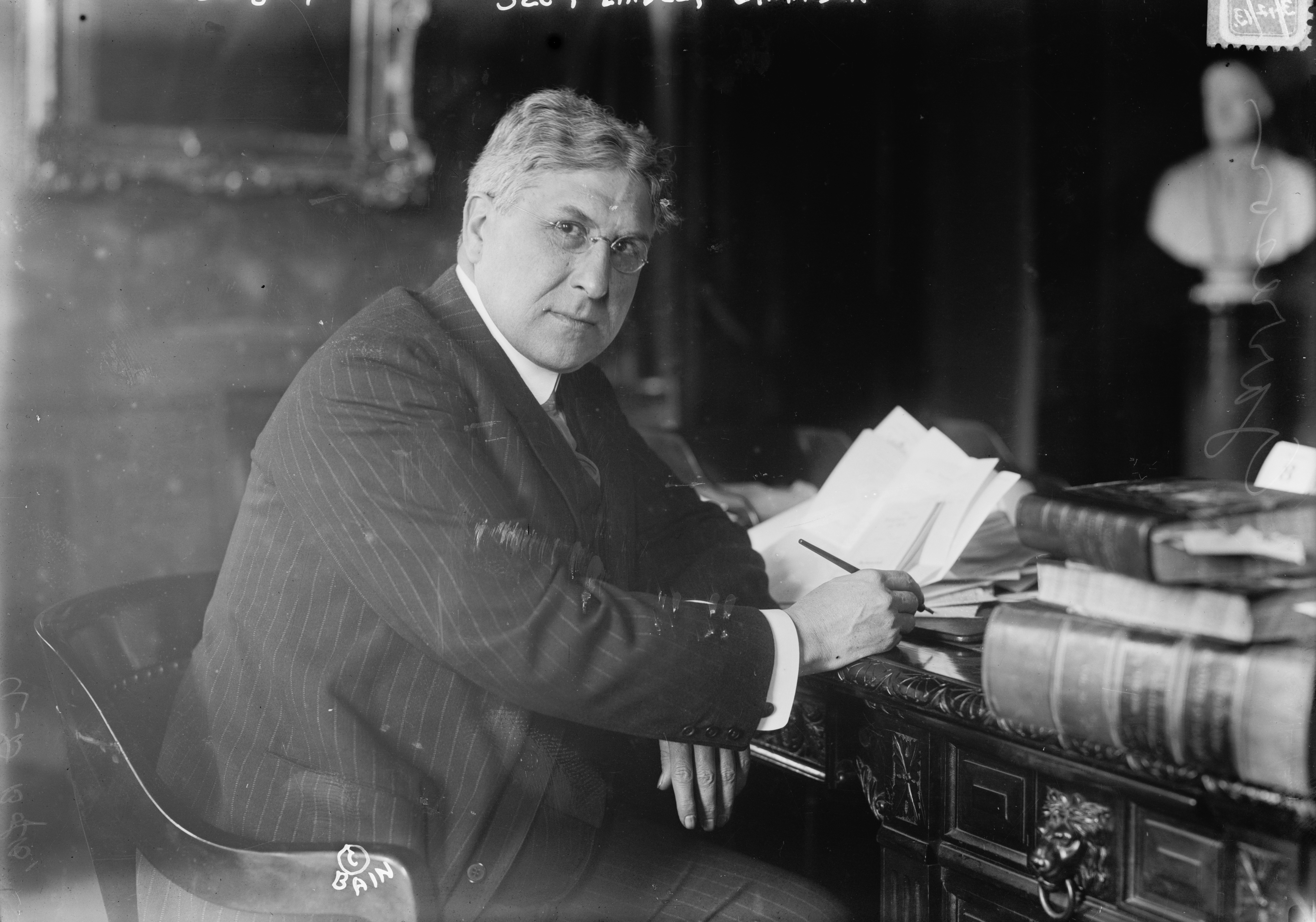
執務室で仕事をするガリソン

ガリソンはフィラデルフィアの弁護士事務所 Redding, Jones & Carson of Philadelphia で見習いとして法律を学び、1886年にペンシルベニア大学で法学の学士号を取得した。また同年、ガリソンはニュージャージー州において弁護士として認可を受けた。ガリソンは1888年から1898年までニュージャージー州カムデンで弁護士業を営み、1899年にジャージーシティで Garrison, McManus & Enright 社の共同経営者となった。
ガリソンは1904年から1913年までニュージャージー州の副書記官を務め、ウッドロウ・ウィルソン知事の着目を受けた。

## アメリカ合衆国陸軍長官

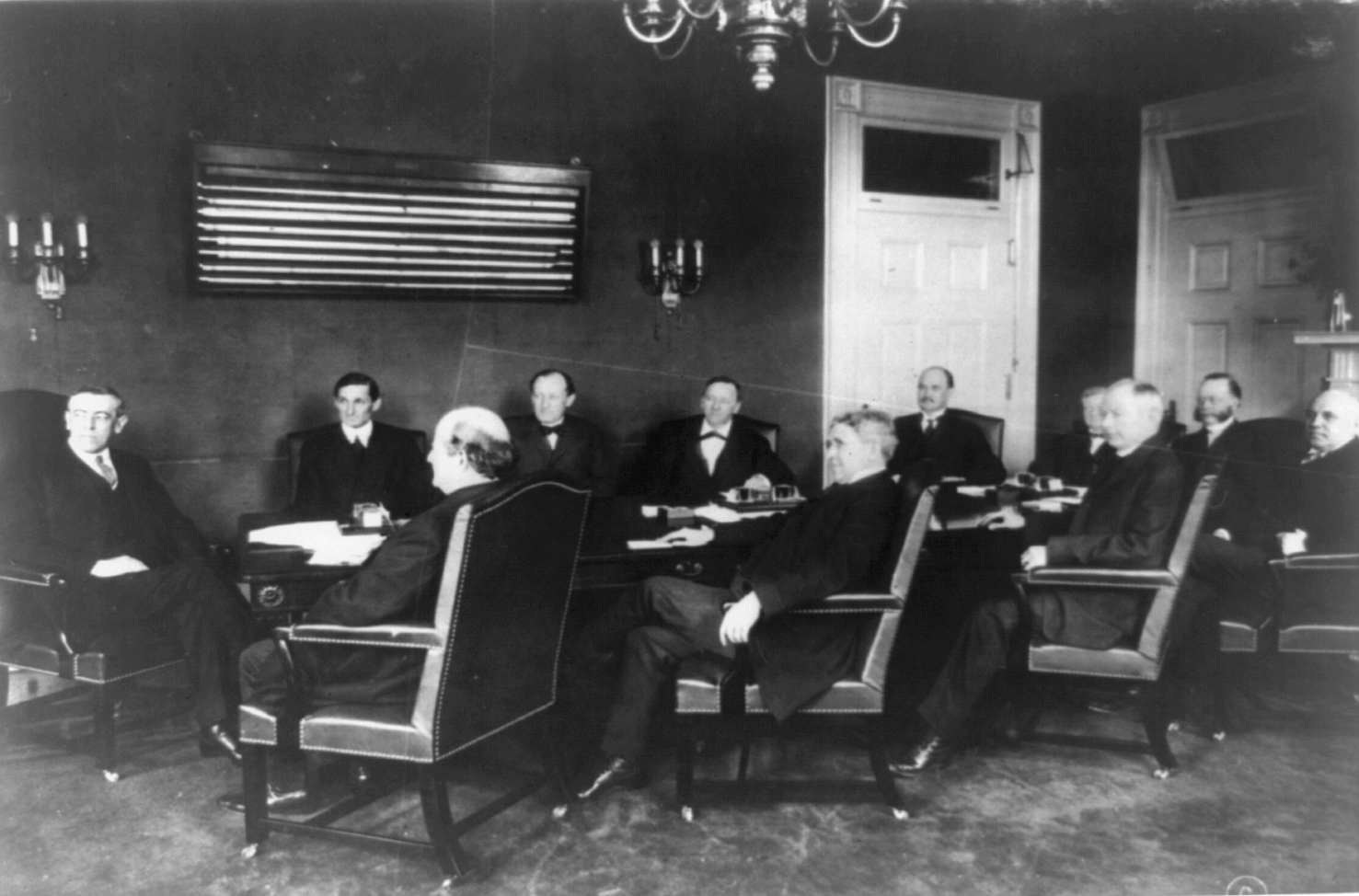
ウィルソン大統領とその閣僚たち

ガリソンは1913年3月5日から1916年2月10日まで、ウッドロウ・ウィルソン政権で陸軍長官を務めた。ガリソンはウィルソン大統領と反りが合わず、しばしば対立した。ガリソンは、ウィルソン大統領よりも強い拡張主義者で、軍による海外への介入を積極的に行った。とくにメキシコに対しては強く干渉し、メキシコ革命による混乱を鎮めるよう、大統領に介入を申し入れた。1916年のメキシコ派兵準備の際、ウィルソン大統領は軍事費の拡大を議会に要請した。ガリソンは軍備拡張の方針を支持し、「コンチネンタル・アーミー・プラン」と呼ばれる計画を提起した。ガリソンの提案は、メキシコに14万の兵士を駐留させ、さらに国内全体で40万人の志願兵を募るというものであった。ウィルソン大統領はこの計画に対して、冷ややかな反応を示した。さらに内国民からは、あまりに巨大すぎて非現実的であるとの批判が起こった。ウィルソンは議会民主党員から、ガリソンが提起した志願兵の募集に替えて、州兵の流用という代案を支持するよう説得を受けた。ガリソンは認識の相違から、1916年2月に陸軍長官を辞任した。

## 晩年

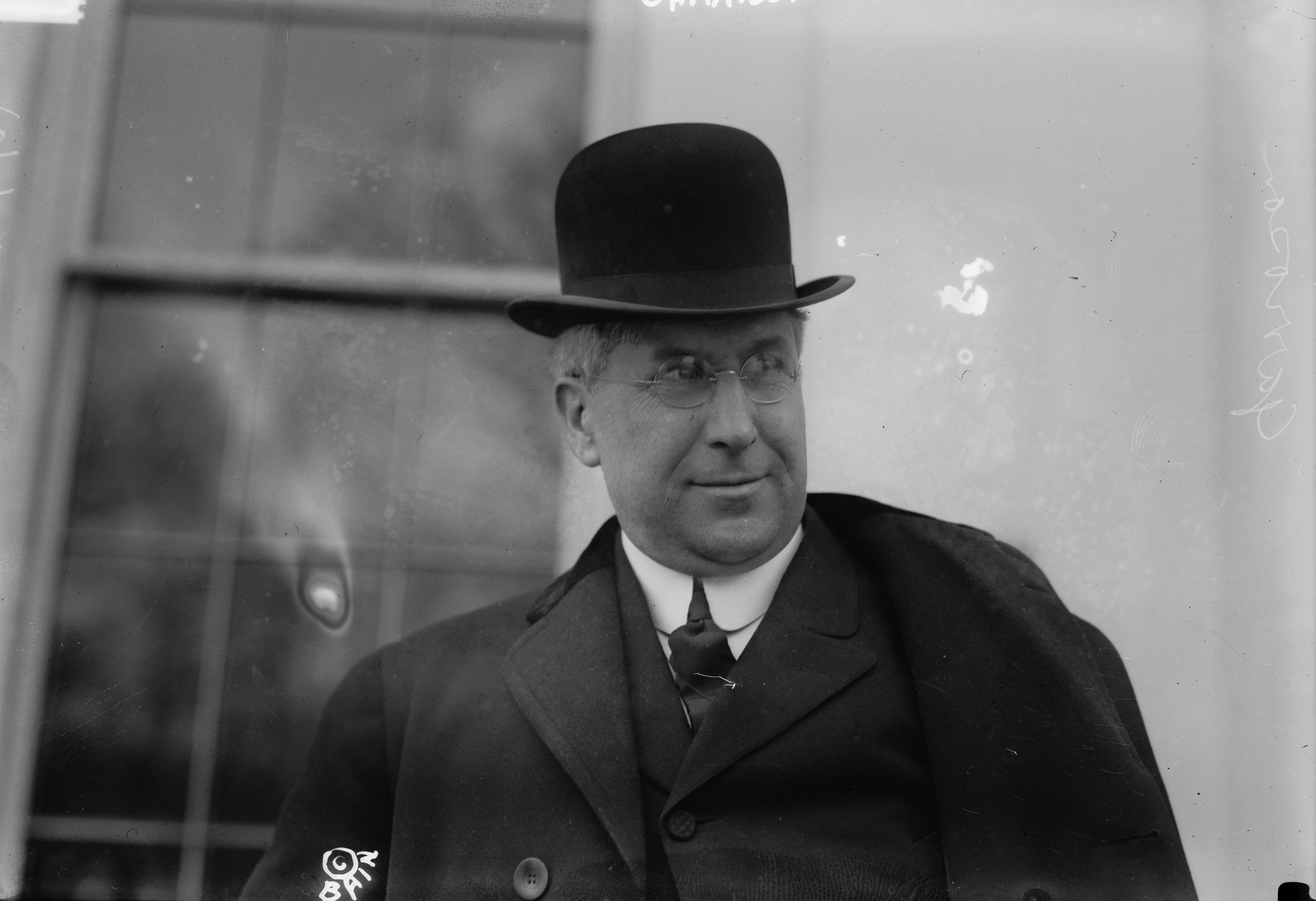
晩年のガリソン

ウィルソン政権を退いた後、ガリソンはニュージャージー州へ戻り、Hornblower, Miller & Garrison 社で弁護士業に復帰した。ガリソンは1918年12月から1923年6月まで Brooklyn Rapid Transit Company 社の破産管財人を務めた。
1932年10月19日、ガリソンはニュージャージー州シーブライトにおいて死去した。ガリソンの遺体はニューヨーク州ブロンクス区のウッドローン墓地に埋葬された。

## 家族

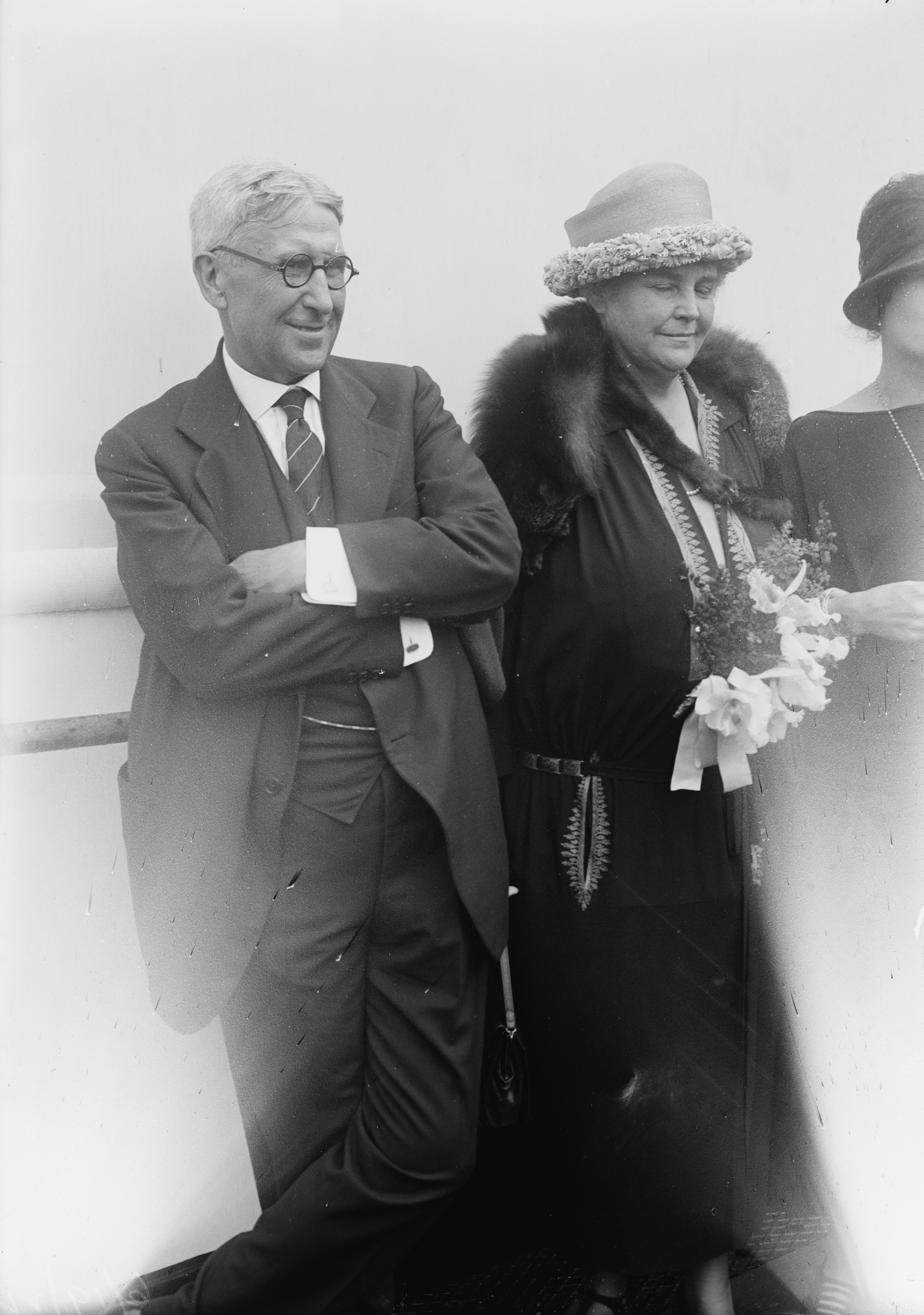
ガリソンと妻マーガレット

父親は聖公会の司祭ジョセフ・フィシアン・ガリソン (Joseph Fithian Garrison)、母親はエリザベス・ヴァン・アースデイル・グラント (Elizabeth Van Arsdale Grant) であった。
1900年、ガリソンはマーガレット・ヒルデバーン (Margaret Hildeburn) と結婚した。ガリソンはマーガレットとの間に以下の子供をもうけた。
1. ドロシー・ガリソン (Dorothy Garrison)